# Nederlands-Zuid-Afrikaanse betrekkingen
De betrekkingen tussen Nederland en Zuid-Afrika zijn de internationale betrekkingen tussen Nederland en Zuid-Afrika. De relaties gaan terug tot de stichting van de Nederlandse Kaapkolonie in 1652. Nadat de Nederlandse Kaapkolonie in 1814 definitief in Britse handen viel, stichtte Nederland in 1834 zijn eerste diplomatieke vertegenwoordiging in de Britse Kaapkolonie. Enkele decennia later volgden diplomatieke posten in de Oranje Vrijstaat en de Zuid-Afrikaansche Republiek. Nederland heeft een ambassade in Pretoria en een consulaat-generaal in Kaapstad. Zuid-Afrika heeft een ambassade in Den Haag.

## Landenvergelijking
|                 | Zuid-Afrika                                                            | Koninkrijk der Nederlanden                           |
| --------------- | ---------------------------------------------------------------------- | ---------------------------------------------------- |
| Bevolking       | 56.463.617 (2020)                                                      | 17.595.017 (2020)                                    |
| Oppervlakte     | 1.221.037 km²                                                          | 42.201 km²                                           |
| Dichtheid       | 46,2/km² (2020)                                                        | 416,9/km² (2020)                                     |
| Hoofdstad       | Pretoria (bestuurlijk), Kaapstad (wetgevend), Bloemfontein (juridisch) | Amsterdam                                            |
| Regeringsvorm   | Republiek                                                              | Constitutionele monarchie - Parlementaire democratie |
| Officiële talen | Afrikaans, Engels en negen andere talen                                | Nederlands, Fries, Papiaments, Engels                |

## Geschiedenis
De Nederlanders spelen een belangrijke rol bij het vestigen van de eerste Europeanen in Zuid-Afrika. Een groot gedeelte van Zuid-Afrika was in het bezit van de VOC onder de naam Nederlandse Kaapkolonie. De VOC had bezittingen in het gebied van 1652 tot 1795 en van 1803 tot 1806. Daartussen en tot daarna (tot 1910) was het een Britse kolonie. Voor de Nederlanders fungeerde de Kaapkolonie vooral als tussenstop voor de handelsschepen van de VOC onderweg naar het voormalig Nederlands-Indië. Later emigreerde er vele Nederlanders naar Zuid-Afrika. Deze mensen namen hun eigen taal mee. Dit ontwikkelde zich tot het Afrikaans wat een dochtertaal van het Nederlands is, en deze kolonisten werden uiteindelijk Boeren genoemd. Hun huidige Afrikaanstalige blanke nazaten worden tegenwoordig aangeduid als Afrikaners.
Toen de Britten de Kaapkolonie overnamen, trokken veel Boeren naar het noordoosten in de zogenaamde Grote Trek, waar ze een aantal Boerenrepublieken stichtten, waarvan Oranje-Vrijstaat en Transvaal de belangrijksten waren. De Britten kregen echter ook belangstelling voor de hulpbronnen in het gebied en waren bovendien beducht voor toenadering van de Boeren tot andere Europese mogendheden zoals Duitsland. In de Boerenoorlogen wisten de Boeren de Britten aanvankelijk te weerstaan maar dolven ze uiteindelijk toch het onderspit tegen de beter bewapende vijand. De Nederlandse publieke opinie was destijds overweldigend op de hand van de Boeren, die men als 'broedervolk' zag. Toen de Boeren na de Vrede van Vereeniging alsnog een prominente plaats binnen de Zuid-Afrikaanse politiek verkregen verbeterden de relaties, met name toen zowel Nederland als Groot-Brittannië met Zuid-Afrika aan dezelfde kant stonden tijdens de Tweede Wereldoorlog.
Tijdens de Apartheidsperiode verzuurden de betrekkingen toen Nederland zich in de jaren '80 prominent bij de landen schaarden die dit rassensegregatiesysteem afkeurden. Nederland stelde aan het eind van de jaren '70 een culturele, politieke en economische boycot tegen Zuid-Afrika in. Door de culturele boycot kon Zuid-Afrika, dat toen nog het Nederlands als een officiële taal had, bijvoorbeeld geen lid worden van de in 1980 opgerichte Nederlandse Taalunie. Daarop schafte Zuid-Afrika in 1984 het Nederlands af als officiële taal van het land. De diplomatieke verhoudingen zouden in de jaren '80 nog verder verslechteren door onder meer de Kerkstraatbomaanslag op de stoep van de Nederlandse ambassade in Pretoria in 1983 en het verblijf van Klaas de Jonge in een al ontruimde Nederlandse ambassade tussen 1985 en 1987. De Jonge was in 1985 ontsnapt aan de Zuid-Afrikaanse politie, waarna De Jonge de publieksruimte van de Nederlandse ambassade binnenrende. Vervolgens werd hij door de Zuid-Afrikaanse politie met geweld uit de publieksruimte van de Nederlandse ambassade gehaald. Daarop eiste de Nederlandse regering dat Klaas de Jonge naar de ambassade teruggebracht zou worden. Een paar maanden later zou de ambassade echter verhuizen. Omdat de Zuid-Afrikaanse regering geen vrijgeleide over Zuid-Afrikaanse bodem naar de nieuwe ambassade wilde verlenen, verbleef De Jonge nog tot 1987 noodgedwongen in de al verlaten ambassade.
Pas na het opheffen van de Apartheid in 1994 zouden de betrekkingen weer verbeteren. Vanwege de taalkundige overeenkomsten is het land een geschikte bestemming van outsourcing en offshoring door Nederlandse bedrijven. Bovendien is Zuid-Afrika een geliefde bestemming voor Nederlandse toeristen.

## Diplomatieke vertegenwoordigingen

### Nederland

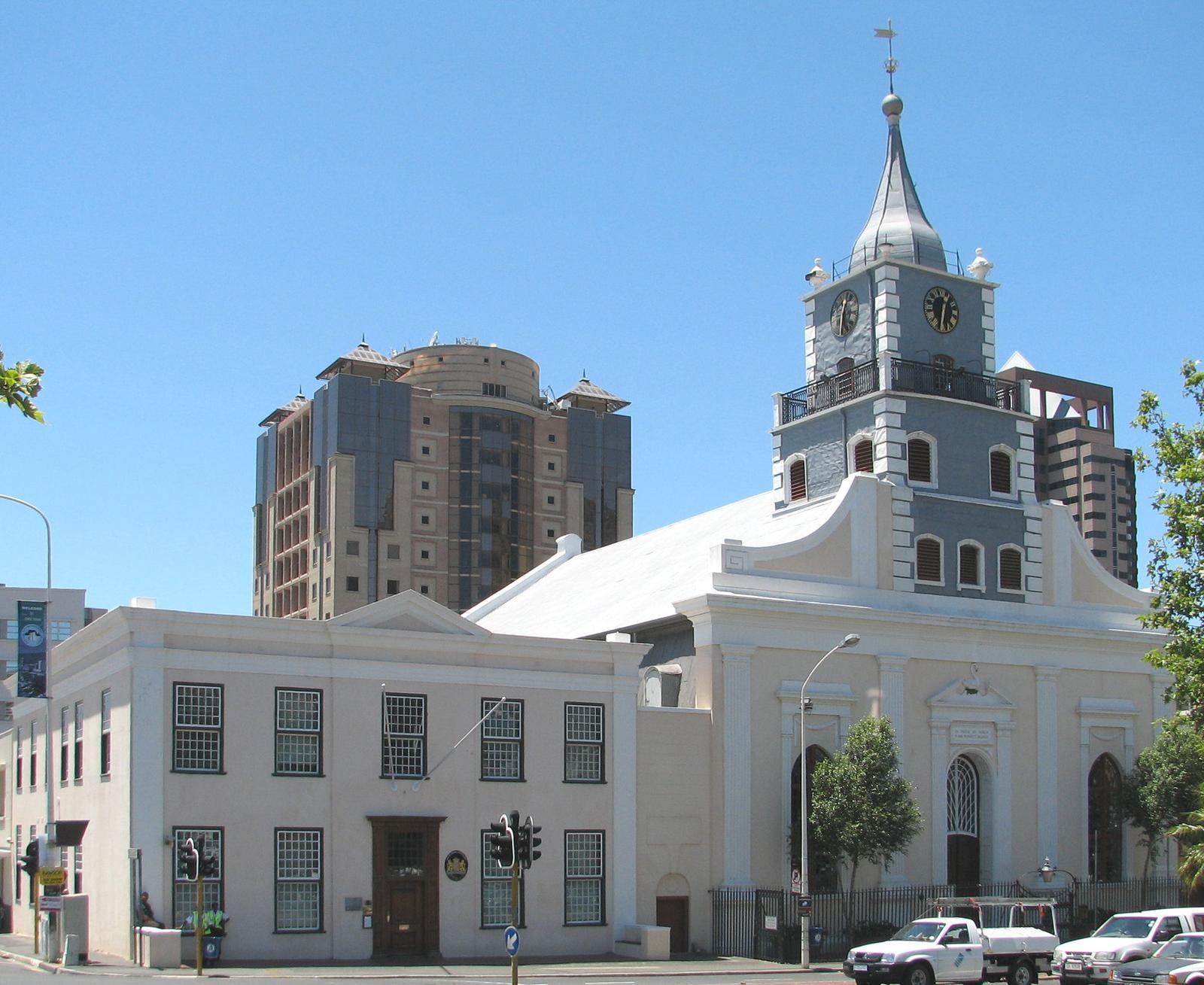
Nederlands consulaat-generaal in Kaapstad met de naastgelegen Lutherse kerk.

Nederland heeft een ambassade in Pretoria en een consulaat-generaal in Kaapstad. Vanaf 1954 was de Nederlandse gezant gevestigd op de ambassade in het Nedbankgebouw dat gedeeld werd met de Nederlandse Bank in Suid-Afrika. Het Nedbankgebouw was gevestigd op de hoek van de Andriesstraat en de Kerstraat in Pretoria. In 1985 verhuisde de Nederlandse ambassade naar een nieuw gebouw betrekken in de ambassadewijk Arcadia, maar door de aanwezigheid van Klaas de Jonge in de oude ambassade bleef de verdieping in het Nedbankgebouw in op minimalistische wijze met diplomatieke bescherming in gebruik tot 1987. In de jaren '90 was het nieuwe gebouw alweer te klein, waardoor een naastgelegen villa bij de ambassade getrokken werd. Deze werd via een loopbrug aan de ambassade verbonden. Vlak na 2000 werd de Nederlandse ambassade opnieuw verhuisd, ditmaal naar de Koningin Wilhelminalaan in Pretoria.
Het consulaat-generaal is al sinds 1870 op dezelfde plek in Kaapstad gevestigd, op de hoek van de Strandstraat en de Buitengrachtstraat.
Wegens de taalkundige, culturele, economische betrekkingen en de verschillende golven emigratie van Nederlanders naar Zuid-Afrika had Nederland vele consulaire vertegenwoordigingen in Zuid-Afrika:
| Plaats                                 | Vertegenwoordiging | Periode         | Opmerking |
| -------------------------------------- | ------------------ | --------------- | --- |
| Pretoria (Transvaal, nu Gauteng)       | Gezantschap        | 1910 - 1938     | In 1888 opgericht als Consulaat-Generaal voor de Zuid-Afrikaansche Republiek. Tussen 1910 en 1938 zonder ambassadeur                                                                       |
| Pretoria (Transvaal, nu Gauteng)       | Gezantschap        | 1938 - 1951     | Met ambassadeur en consulaire bevoegdheden voor de provincie Transvaal, met uitzondering de Witwatersrand.                                                                                 |
| Pretoria (Transvaal, nu Gauteng)       | Ambassade          | 1951 - heden    | Tot 1988 alleen consulaire bevoegdheden in Pretoria. |
| Kaapstad (Kaapprovincie, nu West-Kaap) | Consulaat          | 1910 - 1938     | In 1870 opgericht als diplomatieke en consulaire post in de Britse Kaapkolonie. Tevens officieuze diplomatieke post.                                                                       |
| Kaapstad (Kaapprovincie, nu West-Kaap) | Consulaat-Generaal | 1938 - heden    | Met consulaire bevoegdheden over het gebied van de voormalige Kaapprovincie. |
| Durban (Natal, nu KwaZoeloe-Natal)     | Consulaat          | 1916 - 2015     | Met consulaire bevoegdheden over Natal/KwaZoeloe-Natal en Swaziland. |
| Johannesburg (Transvaal)               | Consulaat          | 1910 - 1952     | In 1889 opgericht als consulaire post voor de Zuid-Afrikaansche Republiek. Met consulaire bevoegdheden voor de Witwatersrand, vanaf 1936 ook voor de West-Rand en de Oost-Rand.            |
| Johannesburg (Transvaal)               | Consulaat-Generaal | 1952 - 1988     | Met consulaire bevoegdheden voor heel Transvaal, met uitzondering van Pretoria, en Lesotho.                                                                                                |
| Bloemfontein (Oranje Vrijstaat)        | Consulaat          | 1910 - 1985     | Opgericht als diplomatieke post voor de Republiek van de Oranje-Vrijstaat. Met consulaire bevoegdheden voor de provincie Oranje-Vrijstaat.                                                 |
| Simonstad (Kaapprovincie)              | Vice-consulaat     | 1942-1946       | Militaire vertegenwoordiging vanwege de aanwezigheid van het uit Nederlands-Indië geëvacueerde Marine Etablissement Soerabaja.                                                             |
| Port Elizabeth (Kaapprovincie)         | Vice-consulaat     | 1918 - 1954     | Ten behoeve van de scheepvaart. |
| Oost-Londen (Kaapprovincie)            | Vice-consulaat     | 1914 - 1954     | Ten behoeve van de scheepvaart. |
| Potchefstroom (Transvaal)              | Vice-consulaat     | 1930 (?) - 1954 | Ten behoeve van de samenwerking tussen de Vrije Universiteit en de Potchefstroomse Universiteit voor Christelijk Hoger Onderwijs.                                                          |
| Windhoek (Zuidwest-Afrika)             | Vice-consulaat     | 1930 - 1990     | Zuid-Afrikaans mandaatgebied, betwist vanaf 1960. Er resideert nog steeds een Nederlandse honorair-consul in Windhoek (nu Namibië) en deze valt nog steeds onder de ambassade in Pretoria. |
| Swakopmund (Zuidwest-Afrika)           | Vice-consulaat     | 1938-1952       | Zuid-Afrikaans mandaatgebied, betwist vanaf 1960. Ten behoeve van de scheepvaart. |

### Zuid-Afrika

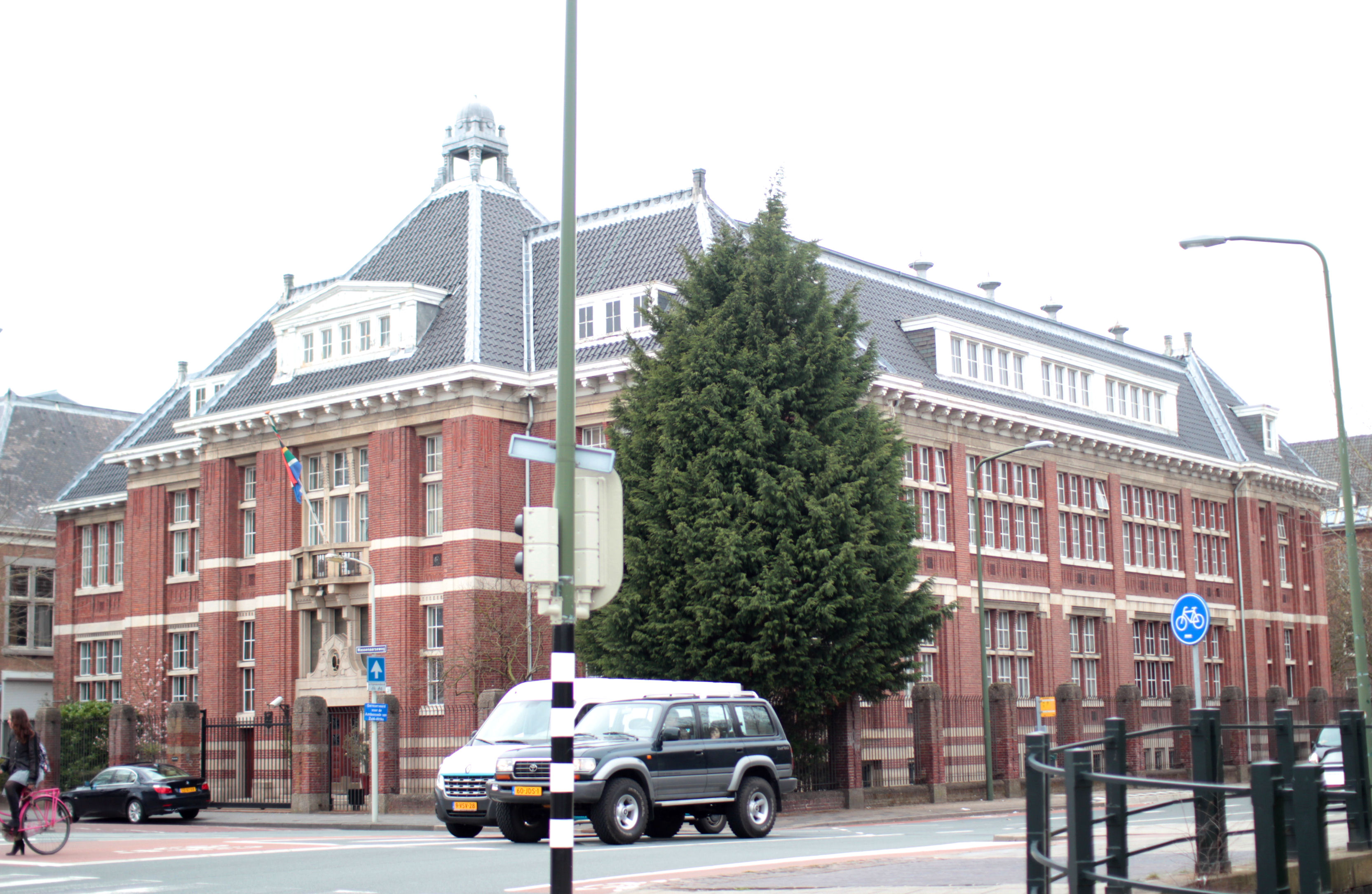
Zuid-Afrikaanse ambassade in Den Haag

Zuid-Afrika heeft een ambassade in Den Haag. Het land heeft geen apart consulaat in het Caribisch deel van het Koninkrijk der Nederlanden. De Zuid-Afrikaanse ambassade in Den Haag is gevestigd aan de Wassenaarseweg in het voormalige Administratiegebouw van de Nederlands-Indische Spoorweg Maatschappij. Het gebouw stond tijdens de apartheidstijd onder verscherpte politiebescherming om aanslagen van anti-apartheidsactivisten te voorkomen.